# The Wrong Mans
 (juin 2021).
The Wrong Mans : Mauvaise Pioche (The Wrong Mans) est une série télévisée britannique créée et écrite par James Corden et Mathew Baynton, diffusée entre le 24 septembre 2013 et le 23 décembre 2014 sur BBC Two.
La première saison de la série a été diffusée en France sur la chaîne Arte le 2 avril 2015.

## Synopsis
Sam Pinkett et Phil Bourne, employés du comté de Berkshire, se retrouvent soudainement engagés dans une farandole de crimes, conspirations et corruptions, après que Sam a répondu à un téléphone trouvé sur le lieu d'un accident de voiture.

## Distribution
- Mathew Baynton (VF : Jérémy Prévost) : Sam Pinkett
- James Corden (VF : Brice Ournac) : Phil Bourne
- Sarah Solemani : Lizzie Green
- Tom Basden (en) (VF : Laurent Morteau) : Noel
- Paul Cawley : Alan
- Chandeep Uppal (en) : Sabrina
- Dawn French : Linda Bourne
- Nick Moran (VF : Vincent Ropion) : Nick Stevens
- Emilia Fox (VF : Juliette Degenne) : Scarlett Stevens
- Benedict Wong (VF : Xavier Béja) : Mr Lau
- Andrew Koji (VF : Loïc Guingand) : Jason Lau
- Dougray Scott : Jack Walker
- Stephen Campbell Moore (VF : Fabien Jacquelin) : Smoke
- Karel Roden (VF : Patrick Laplace) : Marat Malankovic
- Rebecca Front : Cox

Source VF : RS Doublage

## Production
Inspirée de la série 24 heures chrono et du film Burn After Reading, la série est annoncée en octobre 2012, comme une coproduction entre la section comédie de la BBC et Hulu. Le tournage commence en janvier 2013.
Le titre de la série contient une faute de pluriel — « man » en anglais étant « men » et non « mans » — afin de bien identifier la série comme une comédie et non comme un drame.

## Saisons

### Saison 1 (2013)
1. titre français inconnu (The Wrong Mans)
2. titre français inconnu (Bad Mans)
3. titre français inconnu (Dead Mans)
4. titre français inconnu (Inside Mans)
5. titre français inconnu (Wanted Mans)
6. titre français inconnu (Running Mans)

### Saison 2 (2014)
1. titre français inconnu (X Mans/White Mans)
2. titre français inconnu (Actions Mans/Wise Mans)

## Distinctions

### Nominations
- British Academy Television Awards 2014 : Meilleure interprétation masculine dans un rôle comique pour Mathew Baynton et James Corden.

## Adaptation
- Les Amateurs, feuilleton en six épisodes créé par Fred Scotlande, Chloé Marçais, avec François Damiens, Vincent Dedienne et Fanny Sidney (Disney+, 2022).